# Eois tiebaghi
Eois tiebaghi är en fjärilsart som beskrevs av Holloway 1979. Eois tiebaghi ingår i släktet Eois och familjen mätare. Inga underarter finns listade i Catalogue of Life.